# Gobernación de Nizhni Nóvgorod
La gobernación de Nizhni Nóvgorod (en ruso: Нижегородская губерния) era una división administrativa del Imperio ruso, y luego de la RSFS de Rusia, ubicada en la Rusia central y con capital en la ciudad de Nizhni Nóvgorod. Creada en 1714, la gobernación existió hasta 1929.

## Geografía
La gobernación de Nizhni Nóvgorod limitaba con las gobernaciones de Kostromá, Viatka, Simbirsk, Penza, Tambov y Vladímir.
El territorio del gobierno de Nizhni Nóvgorod se encuentra hoy día en el óblast de Nizhni Nóvgorod.

## Historia

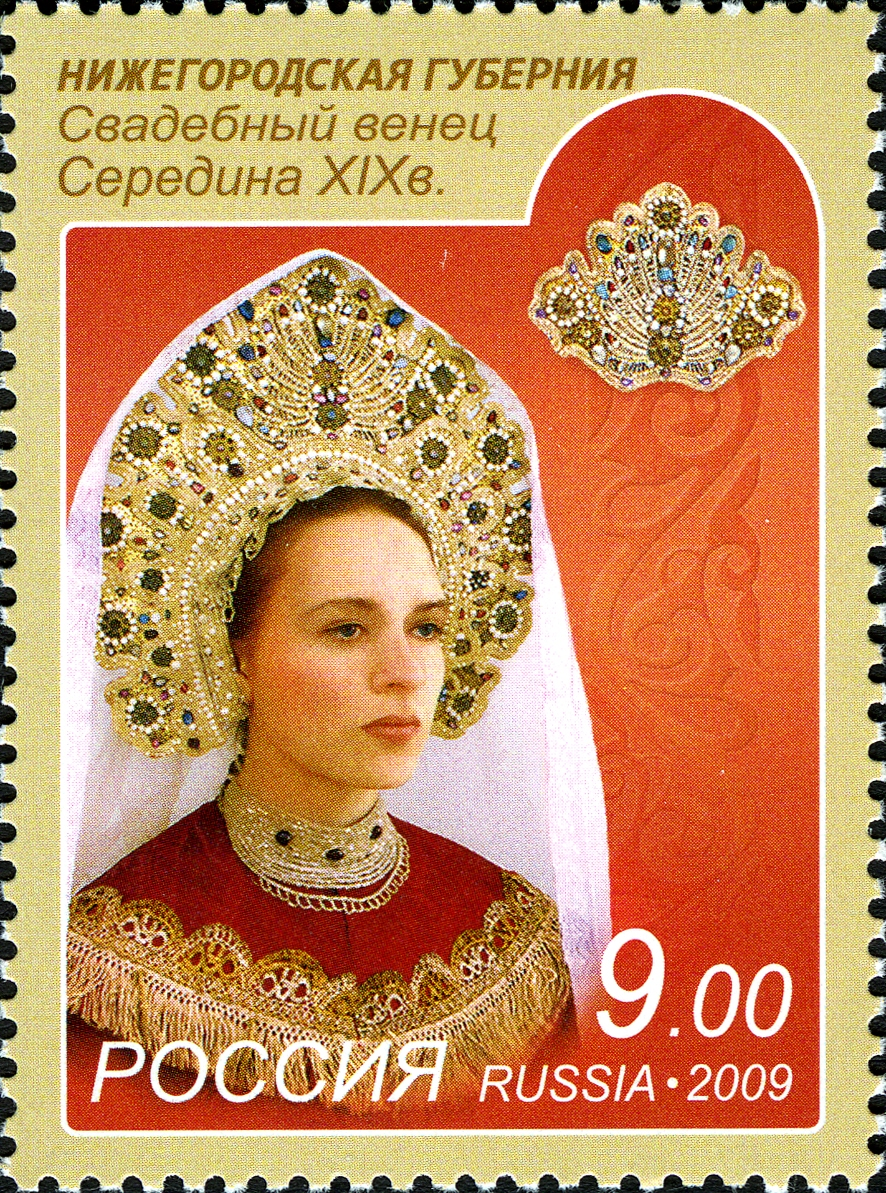
Vestido de casada de la gobernación de Nizhni Nóvgorod del, estampilla rusa de 2009.

Nizhni Nóvgorod, situada en la confluencia de los ríos Volga y del Oka, es una de las regiones más fértiles de Rusia, convirtiéndose en el siglo XIV en la capital del Principado de Vladímir-Súzdal. Destrozada por los mongoles de la Horda de Oro, fue anexada por el Principado de Moscú. Su fortaleza, el Kremlin de Nizhni Nóvgorod, resguarda la catedral de la Transfiguración que contiene las tumbas de los ancianos soberanos entre ellos de Kuzmá Minin: en 1610, durante el Tiempo de los Disturbios, éste rico comerciante de ganado había ofrecido toda su fortuna para financiar la guerra del príncipe Dmitri Pozharski contra los ocupantes polacos. La gobernación de Nizhni Nóvgorod fue creada por Pedro el Grande en 1714. En 1817, Alejandro I estableció en esta ciudad la feria de Nizhni Nóvgorod, transfiriendo el mercado que se mantenía sobre el otro margen del río, al monasterio de Santo Macario. Al principio del siglo XX, la feria duraba todo el mes de julio. Recibía 150 000 visitantes por año y era el sitio de tratados con más de 100 millones de rublos. Nizhni Nóvgorod contaba entonces 20 000 habitantes, 3 700 casas y de numerosos talleres de cordería, tiendas de sebo, hierro y cobre. La navegación fluvial es muy importante: el puerto recibía cada año 3 000 barcas y 70 000 remeros (burlakí).
Las demás ciudades del gobierno eran Arzamás (8 000 habitantes), conocida para sus savoneries, sus tintorerías de tela azul, sus talleres de zapatería y su fábrica de potasio perteneciente al Estado; Pochinki (5 000 habitantes), Balajná donde se explotaban fuentes saladas, Pávlovo (6 000 habitantes) donde se fabricaban armas y herramientas metálicas, Pogost (3 000 habitantes), ciudad de armeros, Kniaguínino (2 000 habitantes), ciudad de talleres. Las demás localidades eran esencialmente agrícolas. El escritor Piotr Boborykin (1836-1921), nativo de Nizhni Nóvgorod, llamaba a Pávlovo el «Sheffield ruso».
La vida cultural era activa. El teatro, creado en 1798 por el príncipe Nikolái Chajovskói, contaba con más de 100 actores, la mayoría de estos eran servidumbre del príncipe, repartidos en tres cuerpos, ballet, drama y ópera. Otros nobles locales favorecían la vida cultural como el príncipe Pierre Trubetskói (1760-1817), padre del revolucionario Serge Trubetskói. El célebre relojero e inventor Iván Kulibin (1735-1818) era un comerciante de Nizhni Nóvgorod. Un liceo, que dependía de la universidad de Kazán, está abierto desde 1807. En 1812, durante la invasión francesa, Nizhni Nóvgorod sirvió de refugio temporal a la Universidad de Moscú. El lingüista Vladímir Dahl (1801-1872) se retiró a Nizhni Nóvgorod hasta su retiro en 1859 y recogió un gran número de expresiones, refranes y cuentos del folclore ruso. Los escritores Pável Mélnikov (1810-1883) y Máximo Gorki (1868-1936), el compositor Mili Balákirev (1836-1910) y la mística Anna Nikoláievna Schmidt (1855-1905) nacieron en Nizhni Nóvgorod. El escritor Vladímir Korolenko (1853-1921) se estableció en esta ciudad al regreso de su deportación en Siberia en 1885, y jugó un rol notable en la vida política y periodística de la región: tomó la defensa de los votiáks (udmurtos), pueblo autóctono acusado de sacrificios humanos. Mélnikov y Korolenko se interesan a la historia y al folclore de la región y sobre todo en las tradiciones de los viejos creyentes.
El ferrocarril conectó a Nizhni Nóvgorod con Moscú y Vladímir en 1862. La nueva catedral de San Alejandro Nevski se construyó entre 1868 y 1881.

## Población
Al principio del siglo XX, la población de la gobernación se estimaba en 1 380 000 habitantes, de los cuales 60 000 a 70 000 eran mordvinos y chuvasios. En el censo de 1897, era de 1 584 774 habitantes, de los cuales 93,2% eran rusos, 3,4% eran mordvinos y 2,6% eran tártaros.

## Subdivisiones administrativas
Al principio del siglo XX la gobernación de Nizhni Nóvgorod estaba dividida en once uyezds: Ardátov, Arzamás, Balajná, Vassilsursk, Gorbátov, Kniaguínino, Lukoyánov, Makárievo, Nizhni Nóvgorod, Semiónov y Sergach.